# أنا ماري دان (رواية)
أنا ماري دان (بالإنجليزية: I Am Mary Dunne)‏ هي رواية للكاتب الكندي برايان مور، نشرت عام 1968، عن دار نشر جوناثان كيب.